# Josefina Albarracín
Josefina Albarracín de Barba (1910-1997) fue una escultora colombiana.
Nació en Bogotá donde en 1930 hizo sus estudios de arte en la Escuela de Bellas Artes de Bogotá, en donde tuvo como profesor de escultura a don Ramón Barba; con el cual se casó en 1941.
De 1944 al 1964 fue profesora de la Escuela de Bellas Artes de la Universidad Javeriana, la cual había sido fundada por su amigo y maestro Santiago Martínez Delgado. 
En 1946 obtuvo el Primer Premio en el Salón Nacional de Artistas de Colombia y lo volvió a ganar en 1952.
La escultora Josefina Albarracín de Barba se ha distinguido por las vigorosas tallas en madera. En ellas se nota desde luego la influencia de las técnicas empleadas por su marido. Sus temas preferidos son los regionalistas y autóctonos.